# Hochkoglberg
Hochkoglberg (früher auch Hochkogelberg) ist eine Ortschaft und eine Katastralgemeinde der Gemeinde Randegg im Bezirk Scheibbs in Niederösterreich.

## Siedlungsentwicklung
Zum Jahreswechsel 1979/1980 befanden sich in der Katastralgemeinde Hochkoglberg insgesamt 77 Bauflächen mit 18.178 m² und 10 Gärten auf 12.621 m², 1989/1990 waren es 72 Bauflächen. 1999/2000 war die Zahl der Bauflächen auf 146 angewachsen und 2009/2010 waren es 129 Gebäude auf 225 Bauflächen.

## Geschichte
Laut Adressbuch von Österreich waren im Jahr 1938 in der Ortsgemeinde Hochkoglberg ein Binder, ein Schneider und zahllose Landwirte ansässig, die teilweise in der Weidegenossenschaft Randegg organisiert waren.

## Bodennutzung
Die Katastralgemeinde ist landwirtschaftlich geprägt. 543 Hektar wurden zum Jahreswechsel 1979/1980 landwirtschaftlich genutzt und 154 Hektar waren forstwirtschaftlich geführte Waldflächen. 1999/2000 wurde auf 503 Hektar Landwirtschaft betrieben und 194 Hektar waren als forstwirtschaftlich genutzte Flächen ausgewiesen. Ende 2018 waren 467 Hektar als landwirtschaftliche Flächen genutzt und Forstwirtschaft wurde auf 212 Hektar betrieben. Die durchschnittliche Bodenklimazahl von Hochkoglberg beträgt 18,7 (Stand 2010).